# Pieza agnastis
Pieza agnastis är en tvåvingeart som först beskrevs av Hall 1976.  Pieza agnastis ingår i släktet Pieza och familjen svävflugor. Inga underarter finns listade i Catalogue of Life.